# Russia Heat
Russia Heat (1983-??) var et dansk band, der markerede sig som electro-pioner på den danske musikscene.
Bandet bestod af Mikael Dehn (vokal og synths), Ian Maria (synths), Julian Le Fay (synths) og Jens Walter (producer). 
Russia Heat udgav sin første 12" maxi-single, "Tell Me Your Name",  på Irmgardz og blev hurtigt nummer et på Dansk Sam's hitliste (endda foran New Order). 
Mikael Dehn (der kom fra Bohemian Workz) forlod bandet for at synge i Love Shop, og Russia Heat fik som ny forsanger Peter Scheutz, der sang Mikael Dehns tekst til More Love Than Greed på den anden og sidste udgivelse fra Russia Heat, Bomb Beat Boys. 
Ian Maria, også kendt som Ian Ion, var senere medlem af Koxbox og The Overlords.
Julian Le Fay blev sidenhen computerspilprogrammør i USA.

## Eksterne links
- Russia Heat på Discogs
- Russia Heat MySpace-profil
- Biografi på substans.info Arkiveret 4. marts 2016 hos  Wayback Machine